# تئاتر جعبه سیاه

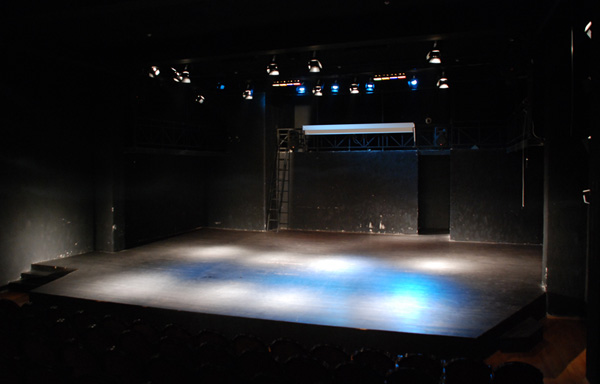
تئاتر روستاولی.

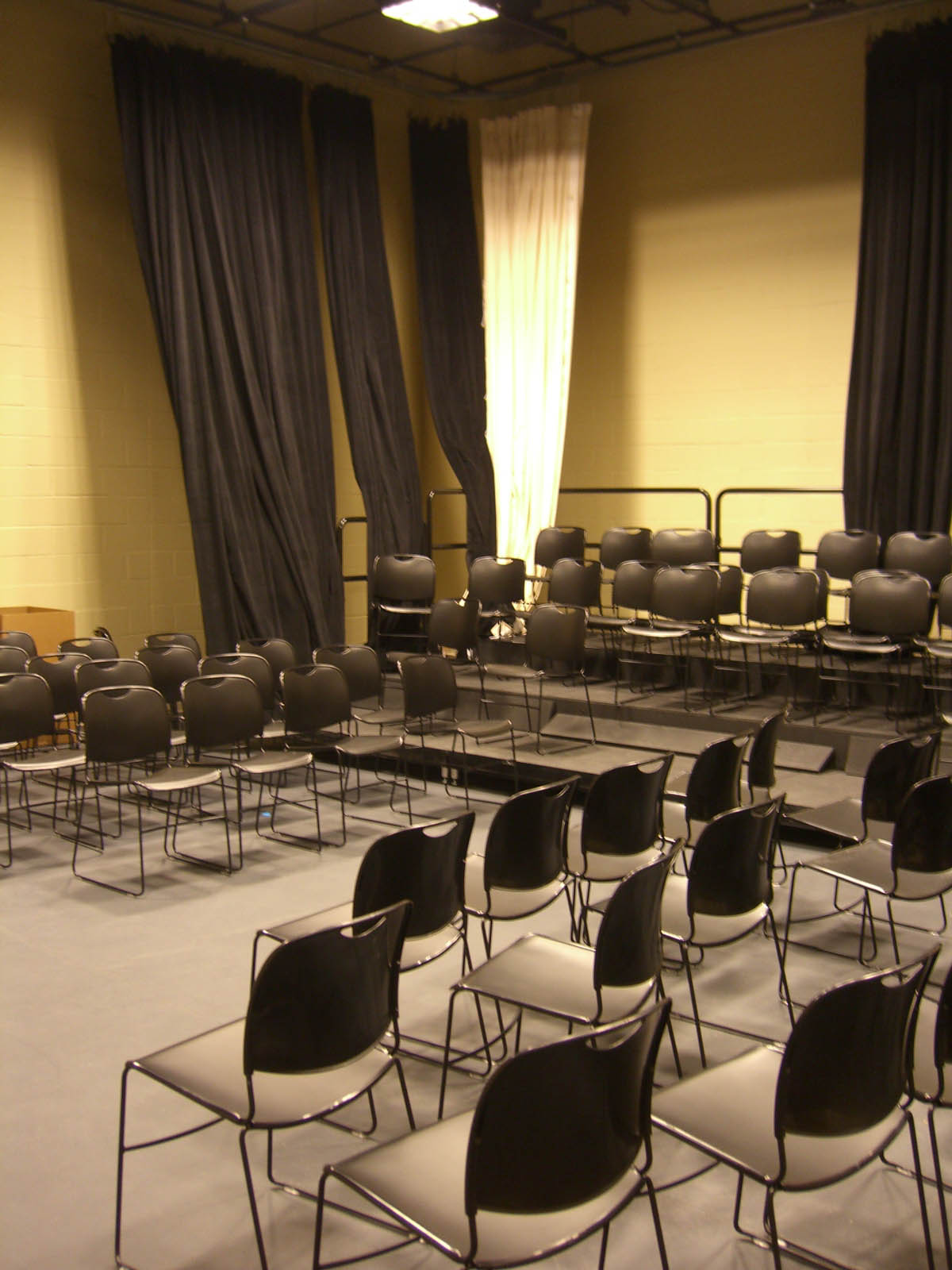
یک تئاتر جعبه سیاه که توسط دانشجویان نمایش در دبیرستان یونیون سیتی در نیوجرسی.

تئاتر جعبه سیاه (انگلیسی: Black box theater) یک فضای اجرای نمایشیِ ساده است که معمولاً تنها شامل یک اتاق مربعی‌شکل با دیوارها و کف سیاه است. سادگی این فضا به کارگردان اجازه می‌دهد تا چیدمان‌های متنوعی برای صحنه و تعامل با تماشاگران ایجاد کند. تئاتر جعبه سیاه یک نوآوری نسبتاً جدید در تئاتر است.

## پیشینه
تئاتر جعبه سیاه ریشه در جنبش آوانگارد آمریکا در اوایل قرن بیستم دارد. این نوع تئاتر در دهه ۱۹۶۰ به عنوان فضای تمرین محبوبیت یافت و به‌طور فزاینده‌ای گسترش یافت. تقریباً هر اتاق بزرگی را می‌توان با کمک رنگ یا پرده به یک «جعبه سیاه» تبدیل کرد که این امر، تئاتر جعبه سیاه را به گزینه‌ای در دسترس برای هنرمندان تئاتر تبدیل می‌کند. ویترین مغازه‌ها، زیرزمین کلیساها و انبارهای قدیمی واگن برقی نمونه‌هایی از اولین فضاهایی بودند که به تئاتر جعبه سیاه تبدیل شدند. دکورها در این نوع تئاتر ساده و کوچک هستند و هزینه‌ها کمتر است که برای هنرمندان یا گروه‌های غیرانتفاعی و کم‌درآمد جذاب است. همچنین بسیاری بر این باورند که تئاتر جعبه سیاه مکانی است که می‌توان تئاتر «خالص‌تری» را با تمرکز بر عناصر انسانی و کمترین عناصر فنی کشف کرد.
مفهوم ساختمانی که برای تکنیک‌های صحنه‌پردازی انعطاف‌پذیر طراحی شده باشد را می‌توان به آدولف آپیا، طراح سوئیسی، در حدود سال ۱۹۲۱ نسبت داد. اختراع چنین صحنه‌ای باعث نوآوری‌های نیم قرنی در رابطه بین مخاطب و اجراکنندگان شد. این ایده دوباره توسط هارلی گرانویل بارکر مورد بازبینی قرار گرفت و از طراحی آپیا به عنوان پایه خود استفاده کرد. بارکر ایده‌هایی برای کارگردانی تولیدات در «یک جعبه سفید بزرگ» داشت که در سال ۱۹۷۰ به موفقیت رسید. با گذشت زمان، جعبه‌های سیاه به جای سفید انتخاب شدند زیرا سیاه، خنثی‌ترین محیط را برای تولیدات فراهم می‌کرد. آنتونن آرتو نیز ایده‌هایی برای چنین صحنه‌ای داشت. اولین صحنه انعطاف‌پذیر در آمریکا در اتاق نشیمن خانه گیلمور براون، بازیگر و مدیر، در پاسادینا، کالیفرنیا قرار داشت. در حالی که دکور خانگی به این معنی بود که صحنه براون یک جعبه سیاه مناسب نیست، این ایده همچنان انقلابی بود. این مکان و دو جایگزین بعدی آن به عنوان تئاتر پلی‌باکسPlaybox شناخته می‌شوند و به عنوان یک فضای آزمایشی برای مکان بزرگتر براون، یعنی تئاتر پاسادینا پلی‌هاوس، عمل می‌کردند.

## کاربرد
چنین فضاهایی به راحتی ساخته و نگهداری می‌شوند. تئاترهای جعبه سیاه معمولاً میزبان نمایش‌ها یا اجراهای دیگری هستند که به تنظیمات فنی بسیار ابتدایی، مانند ساخت دکور محدود، نیاز دارند. طرح‌های رایج این نوع سالن‌ها شامل صحنه پیش آمده، صحنه پیش آمده اصلاح‌شده و تئاتر در دور (که تماشاچیان دور تا دور صحنه می‌نشینند) است.
دانشگاه‌ها و سایر برنامه‌های آموزشی تئاتر از تئاتر جعبه سیاه استفاده می‌کنند زیرا این فضا چندمنظوره و تغییر آن آسان است. پس‌زمینه سیاه می‌تواند مخاطب را تشویق کند تا روی بازیگران تمرکز کند و مزایای آن را افزایش دهد. علاوه بر این، از آنجایی که تماشاگران به دلیل عدم وجود پیش‌صحنه به صحنه نزدیکتر هستند، می‌توان فضای صمیمانه‌تری ایجاد کرد. فضای داخل تئاترهای جعبه سیاه همچنین ممکن است برای تلاش برای جدا کردن فضای ضمنی بین تماشاگران و بازیگران عمل کند، در حالی که از نظر فیزیکی هنوز وجود دارد. بسیاری از برنامه‌های آموزشی تئاتر هم یک تئاتر بزرگ پیش‌صحنه و هم یک تئاتر جعبه سیاه دارند. این نه تنها اجازه می‌دهد که دو نمایش به‌طور همزمان اجرا شوند، بلکه می‌توانند یک نمایش بزرگ و پرزرق و برق را در صحنه اصلی داشته باشند در حالی که یک نمایش تجربی کوچک در جعبه سیاه دارند.
فضاهای جعبه سیاه نیز در جشنواره‌های تئاتر حاشیه‌ای محبوب هستند. به دلیل طراحی و تجهیزات ساده‌شان، می‌توان از آن‌ها برای اجراهای متعدد در هر روز استفاده کرد. این سادگی همچنین به این معنی است که یک تئاتر جعبه سیاه را می‌توان از فضاهای دیگر، مانند اتاق‌های کنفرانس هتل، اقتباس کرد. این در جشنواره فرینج ادینبورگ رایج است، جایی که مکان‌های بزرگتر کل ساختمان‌ها را اجاره می‌کنند و هر اتاق را برای اجاره به چندین گروه تئاتری تقسیم می‌کنند. «تئاتر جعبه سیاه» در اسلو، نروژ و استودیو آلوینا کراوز در دانشگاه نورث‌وسترن از این نوع تئاترها هستند.
تئاترهای جعبه سیاه معایبی هم دارند. فضای باز ممکن است گزینه‌های «بیش از حد» زیادی را باقی بگذارد که می‌تواند بسیاری را برای جهت یا الهام گرفتن سرگردان کند. از آنجایی که نورپردازی اصلی معمولاً بالای منطقه اجرا است، مشکلات نورپردازی ایجاد می‌شود. در طول صحنه‌های خاموشی، نزدیکی تماشاگران به آن‌ها اجازه می‌دهد تا همچنان شاهد انتقال‌هایی باشند که روی صحنه اتفاق می‌افتد.
فضاهای جعبه سیاه در صنعت موسیقی نیز موفق هستند. این فضاها برای میزبانی از اجراهای آوازی و ساز، تمرین‌ها، نمایش‌ها و مسابقات استفاده می‌شوند.

## ویژگی‌های فنی
اکثر جعبه‌های سیاه قدیمی‌تر مانند استودیوهای تلویزیونی ساخته می‌شدند، با یک شبکه لوله‌ای کم‌ارتفاع در بالای سر. جعبه‌های سیاه جدیدتر معمولاً دارای گذرگاه‌های باریک یا شبکه‌های کششی هستند که دومی انعطاف‌پذیری شبکه لوله‌ای را با دسترسی یک گذرگاه باریک ترکیب می‌کند. آن‌ها به گونه‌ای طراحی شده‌اند که بتوانند به راحتی برای چندین اجرا به فضاهایی تبدیل شوند که به راحتی در تنظیمات مختلف قالب‌گیری شوند. تئاتر جعبه سیاه تماشاگران کمتری را با هدف داشتن تجربیات صمیمانه‌تر در خود جای می‌دهد.
فضای داخلی اکثر تئاترهای جعبه سیاه، سیاه‌رنگ شده است، اگرچه این امر منحصر به فرد نیست (یک جعبه سیاه نباید سیاه باشد تا جعبه سیاه در نظر گرفته شود، اگرچه سیاه رایج‌ترین است). عدم وجود رنگ نه تنها به مخاطب حس «هر جایی» را می‌دهد (و بنابراین امکان انعطاف‌پذیری از نمایشی به نمایش دیگر یا از صحنه‌ای به صحنه دیگر را فراهم می‌کند)، بلکه به یک طراحی نورپردازی نوآورانه نیز اجازه می‌دهد تا بدرخشد. معماری تئاترهای جعبه سیاه معمولاً امکان اصلاحات و تزئینات آسان را فراهم می‌کند، اما به قیمت زمان و هزینه بیشتر.